# Yu Yuanyi
Yu Yuanyi (chinesisch 餘幣懿, Pinyin Yu Yuanyi; * 1. Januar 1995) ist eine ehemalige chinesische Tennisspielerin.

## Karriere
Yu spielte hauptsächlich Turniere auf der ITF Women’s World Tennis Tour, wo sie einen Titel im Einzel gewinnen konnte.
2014 erhielt sie eine Wildcard für die Qualifikation für das Hauptfeld im Dameneinzel der Tianjin Open, ihrem ersten Turnier der WTA Tour, wo sie in der ersten Runde mit 2:6 und 3:6 gegen Tian Ran verlor.
2015 erreichte sie mit Partnerin Wang Danni im August das Finale im Damendoppel des ITF-Turniers in Scharm asch-Schaich, wo die beiden Victoria Muntean und Kamonwan Buayam mit 5:7 und 4:6 unterlagen. Im Oktober erhielt sie wie schon im Vorjahr eine Wildcard für die Qualifikation zum Hauptfeld im Dameneinzel dr Tianjin Open, wo sie mit 2:6 und 2:6 gegen Kang Jiaqi verlor.

## Turniersiege

### Einzel
| Nr. | Datum             | Turnier             | Kategorie   | Belag     | Finalgegnerin | Ergebnis |
| --- | ----------------- | ------------------- | ----------- | --------- | ------------- | -------- |
| 1.  | 6. September 2015 | Scharm asch-Schaich | ITF $10.000 | Hartplatz | Jana Sisikowa | 6:3, 6:1 |